# 外山惠理
外山 惠理（とやま えり、1975年10月22日 - ）は、日本のアナウンサー、ラジオパーソナリティである。東京都墨田区出身、慶應義塾大学文学部卒業。

## 来歴

### 学生時代
大学時代はチアリーディング部（慶應義塾大学チアリーダーズUNICORNS）で活躍していた。1998年発行の女子アナ写真集『We love TBS!!』（アスキー刊）や一部の週刊誌に当時の写真が掲載されていたほか、同年9月に開催されたイベント『アナウンサー大感謝祭』でもユニフォーム姿を披露していた。
アナウンサー試験は、親に内緒で受け続けていたが、選考が進んで行って局から自宅に電話がかかって来たことでバレたという。

### TBSに入社
1998年4月にTBSへアナウンサー33期生として入社（同期は駒田健吾、新タ悦男）。現在は主にラジオを担当している。
2000年5月、『土曜ワイドラジオTOKYO 永六輔その新世界』のアシスタントを務めていた堀井美香が2度目の産休に入ることになり、同年3月まで放送されていた次の番組『清水圭のスポーツコングDX』のアシスタントだった外山が、後任のアシスタントに起用される。ただ、それまでの外山の言動などから、局内外からアシスタント起用を疑問視・不安視する声があり、実際に番組にも抗議の投書が寄せられたこともあったという。しかし、永六輔の献身的なサポートおよび厳格な教育の甲斐もあり、歴代のアシスタントで最も長くレギュラーを務め、やがて『外山惠理その新世界』と番組タイトルを永から冗談めかして語られるなど、ラジオ『誰かとどこかで』の遠藤泰子と並び、パートナーとしての地位を築いた。外山は「永さんはラジオの師匠、先生」と敬愛、永の晩年の頃にはサポート役として、永の出演するイベントへ共に登場することもあった（毒蝮三太夫が主宰する寄席「マムちゃん寄席」のMCなど）。これらのため、永の逝去後のインタビューにおいて「会社を辞めようかと思った時期もありましたが『永さんがいるうちは絶対に辞めない』と続けてこられた」（要旨）と、語っている。
隔週レギュラーで出演していた『夜な夜なニュースいぢり X-Radio バツラジ』では、その言動からパーソナリティの宮川賢に「ピノコ（PNK）」というあだ名をつけられていた。また、アシスタントを務めている『爆笑問題の日曜サンデー』では、顔立ちから爆笑問題・太田光に「犬顔」や「ワンちゃん」と呼ばれている（元フジテレビアナウンサー・加藤綾子の愛称「カトパン」にあやかり、「トヤパン」と呼ばれたこともある）。
『金曜ワイドラジオTOKYO えんがわ』で共演している玉袋筋太郎がメイン出演しているBS-TBSの番組『町中華で飲ろうぜ』には、最多回数ゲスト出演している。

### ラジオパーソナリティとして
ラジオはウソをつかなくていいから楽、とラジオが性に合っていることを公言している外山だが、ラジオパーソナリティとしてのキャリアは2017年4月に始まった。『たまむすび』メインパーソナリティで月曜から木曜担当の赤江珠緒が産休入りするにあたり、外山は木曜の代理パーソナリティに起用され、パートナーのピエール瀧と共演した。翌2018年4月に赤江は復帰したが、外山は金曜パーソナリティだった安東弘樹の退社・降板に伴う後任となり、曜日をスライドしてパートナーの玉袋筋太郎と共演した。2022年9月には、番組イベントが日本武道館で開催され、外山は玉袋とともに和太鼓の演奏を披露した。また、赤江の2020年のコロナ感染による休養期間をはじめ、月曜から木曜の多くの回に代演した。2023年3月をもって赤江の意向で「たまむすび」は終了したが、金曜のコンビ（外山・玉袋）は翌月から放送枠を継承した新番組『金曜ワイドラジオTOKYO えんがわ』のパーソナリティとなり、引き続き出演している。

## 人物

### 名前 について
ラテ欄においては旧字体を新字体に差し替える慣例から「外山恵理」の表記を用いることがある。

### 性格
「私、おもしろくないと笑えない、つまんないと顔に出ちゃうんです。喜怒哀楽が出やすい。特に怒（笑い）。よく言えば素直すぎる」と自己分析している。
カメラが苦手で、本人曰く「5秒以上見ていられない」。小さい頃から笑顔の写真が少なく、写真撮影の時には急にぎこちなくなり、ホームページの写真も長く更新していないという。テレビでは「何も思っていない時でも笑顔でいるのが難しい」ということで、アシスタントとして『チューボーですよ!』に出演していた頃には「あいさつもできない」などと書かれたことがあった。
フリーになろうと思ったことはない。会社で偉くなりたい気持ちもなく「今はラジオで話していたい。もっとラジオを聴いてくれる人が増えればいいと思っています」と述べている。

### 趣味・特技
中学の器楽部に入っていた頃からチェロをたしなんでいるという（先述の『We love TBS!!』に写真が掲載されている）。

### 免許・資格
普通自動車第一種運転免許

### 家族
実家は隅田川に架かる桜橋の向島側の橋詰にある和菓子店「言問団子」を経営。
母は文化放送の元アナウンサーで、小俣雅子（1975年入社）の後輩に当たるとなっているが、外山が『日刊スポーツ』のインタビューで「吉田照美さん（1974年入社）の上、みのもんたさん（1967年入社）の下ぐらいだったそうです。3年勤めて家庭に入った。仕事は楽しくて、もっと続けたかったらしいので、残念だったと思います」と答えており、小俣の先輩にあたる。また「母はとても声のいい人で、私が子供のころ、本の読み聞かせをしてくれました。私が教科書を音読してると、アクセントが違うなんて注意もされました。今、アクセントに苦労しないのは、母のおかげかもしれませんね」と述べている。

## 現在の出演番組

### テレビ
- TBS NEWS (CS放送)（2013年4月4日 -、毎週木曜日の日中担当）

### ラジオ
- 爆笑問題の日曜サンデー（アシスタント、2010年4月 - 9月 第3日曜日／2011年1月以降 第5日曜日担当[注 5]）
- ネットワークトゥデイ（2019年4月 -、隔週木曜日、2022年7月からは毎週）
- TBSラジオショッピング - 不定期
- TBSニュース - 不定期
- 土曜ワイドラジオTOKYO ナイツのちゃきちゃき大放送（2023年1月7日 - ） - 「外山惠理のTOKYOちゃきちゃきリポート」中継リポーター[26]
- 金曜ワイドラジオTOKYO えんがわ（2023年4月7日 - ） - パーソナリティ[27]
  - 内包番組『朗読のヒロバ』についても、2024年11月より不定期出演。

## 過去の出演番組

### テレビ
- どうぶつ奇想天外!（2000年）[22][23]
- 外山惠理 倶楽部6[22][23]
- 暮らしのレシピ（現在は浜島直子が担当）
- ブランチSHOPPING
- お天気クジラ土曜版
- はなまるマーケット（エプロン隊）[22][23]
- チューボーですよ!（2代目アシスタント、1999年4月 - 9月）
- 美しい町
- 自然彩才
- 自然の宝箱
- 2時っチャオ!（とっておきライフ）
- JNNフラッシュニュース（2013年4月3日 - 2014年3月26日：毎週水曜日担当[注 6]）
- きょう発プラス!→もうすぐピンポン!（「細木数子のズバリきょうも言うわよ!」ナレーター）
- ひるおび!（2014年10月1日 - 2015年4月）水曜日 コーナー担当
- 落語研究会 聞き手（2015年1月17日 - 2016年5月）
- ゴロウ・デラックス（2014年4月25日未明（24日深夜） - 2019年3月29日未明（28日深夜））
- JNNイブニング（TBSニュースバード（現在のTBS NEWS）、番組終了時は水・金曜日担当）
- 危ないダンディー（BS-i（現在のBS-TBS））
- ニッポン未来会議（BS-TBS、2013年10月6日 - 12月29日） - 進行[28]
- 報道1930（BS-TBS、2021年10月 - 2025年3月17日[29]） - 月曜サブキャスター[30]

### ラジオ
- 清水圭のスポーツコングDX[22][23]
- こども音楽コンクール[22][23]
- ENKAチックナイト!五木孝雄
- おとなの時間割「談志の遺言」シリーズ（2005年10月 - 2007年3月、ナレーター）
- 伊集院光 日曜日の秘密基地（第5日曜がある時のみアシスタントとして出演）
- プレシャスサンデー（2008年8月24日、新井麻希の代役）
- 夜な夜なニュースいぢり X-Radio バツラジ（「スジいぢり」コーナー担当、隔週木曜日出演）
- TBSラジオニュース（2009年10月ごろ - 2010年3月、早朝・木曜日）
- 松尾雄治のノーサイドトーク（2011年1月 - 3月10日、アシスタント）
東北地方太平洋沖地震の影響により大地震発生前日をもって事実上打ち切りとなった。
- ニュース探究ラジオ Dig（2010年4月 - 2011年9月、水・木曜日／2011年10月 - 2013年3月、月・火・水曜日担当）
- 安住紳一郎の日曜天国（「さばいてにち10」担当）
レギュラー出演としては2006年10月 - 2014年10月4日。ただし2010年7月以降は、月に1回だけ出演しない週がある（主に岡村仁美→杉山真也が代役を務めた）。
- OLERA（火・水曜アシスタント、2014年9月30日 - 2015年3月25日）
- 土曜ワイドラジオTOKYO 永六輔その新世界（2000年5月 - 2015年9月26日）アシスタント[22][23]
- おぎやはぎのクルマびいき（2014年7月5日 - 2015年9月26日[31]）
- ザ・トップ5（シーズン5火曜日、2015年9月29日 - 2016年3月22日）
- サタデー大人天国! 宮川賢のパカパカ行進曲!!（不定期、録音放送回のナレーション）
番組の放送期間は2003年10月4日 - 2016年4月2日
- 久米宏 ラジオなんですけど（2016年3月5日、堀井美香の代役）
- 六輔七転八倒九十分（アシスタント（隔週出演）、2015年9月28日 - 2016年6月27日）
- いち・にの三太郎〜赤坂月曜宵の口（出演、2016年7月4日 - 2017年3月27日）
- サンドウィッチマンのWe Love Rugby（不定期出演、2017年11月2日 - 2019年12月27日）
当初は『たまむすび』の内包番組として毎週金曜日放送で、外山は毎回出演。2018年1月から単独の帯番組となり、外山の出演は不定期。ただし提供読みは外山が担当。
- 簡易恋愛プログラム 宮川賢のデートの時間でそ?!（ナレーション、2016年4月16日[注 7] - 2019年12月28日）
- ほいけんたのヒットするには理由がある〜2020年トレンド総まとめ!（2020年11月8日 - 12月27日[32]）
- 朗読のミカタ（JRN全国ネットの事前収録番組）
TBSラジオでは外山が金曜日にパーソナリティを担当する『たまむすび』の内包番組として13:42頃から放送。放送開始初週だった2022年9月26 - 30日に「歌謡曲・J-POPの歌詞」をテーマに朗読を担当した。また、2回目の担当時（2023年1月9 - 12日）は、2023年の干支が「兎」であることから、「うさぎ」をテーマに童謡やJ-POPの歌詞を朗読した。なお、この週の最初の放送で、外山自身が2023年で48歳を迎える「年女」であることにも触れていた。
- たまむすび（木曜日→金曜日担当パーソナリティ、2017年4月6日 - 2023年3月31日）[15][33][注 8]